# Pseudoharringia similis
Pseudoharringia similis är en hjuldjursart som beskrevs av Fadeew 1925. Pseudoharringia similis ingår i släktet Pseudoharringia och familjen Notommatidae. Inga underarter finns listade i Catalogue of Life.